# 이 투 마마
《이 투 마마》(Y Tu Mama Tambien, And Your Mother Too)는 멕시코에서 제작된 2001년 드라마 영화이다. 알폰소 쿠아론 감독이 메가폰을 잡은 영화이다. 아나 로페즈 메카도 등이 주연으로 출연하였고 알폰소 쿠아론 등이 제작에 참여하였다.

## 출연

### 주연
- 아나 로페즈 메카도
- 디에고 루나
- 가엘 가르시아 베르날

### 조연
- 마리벨 베르두
- 다이아나 브라초
- 에밀리오 에체바리아
- 마리아 아우라
- 안드레스 알메이다
- 베로니카 랑헤르
- 아르투로 리오스
- 마타 아우라
- 후안 카를로스 레몰리나
- 실베리오 팔라시오스
- 다니엘 기메네즈 카쵸

## 기타
- 미술: 미구엘 엔젤 알바레즈